# Red (film 2008)
Red è un film del 2008 diretto da Trygve Allister Diesen e Lucky McKee.

## Trama
Avery Ludlow è un anziano vedovo che vive da solo con il suo cane Red; quando un giorno dei ragazzi della zona uccidono senza motivo il suo cane, la sua vendetta sarà tremenda.

## Produzione e distribuzione
Il film è uscito in Italia sotto forma di blu-ray disc nel 2019.